# 도미마스촌
도미마스촌(일본어: 富益村)은 일본 돗토리현 사이하쿠군에 있던 촌이다. 현재의 요나고시 도미마스정에 해당한다.